# Midnight Queen (HARAの曲)
Midnight Queen（ミッドナイトクイーン）は2019年11月13日に発売された、HARAのシングル。

## 概要
KARAのメンバーであったク・ハラがHARA名義で発売した作品で、KARAの日本でのデビューシングル『ミスター』の製作スタッフが集結する形で作られた。日本での本格的な活動再開の第一弾となる予定だったが、発売11日後の2019年11月24日にハラが急逝したために遺作となった。
販売形態は、付属DVD付きの初回生産限定盤A、ブックレット付きの初回生産限定盤B、通常盤の3形態。

## 収録曲
1. Midnight Queen（3:13）
作詞：Song Soo Yoon / Lee Hyung Suk / 渡辺なつみ
作曲：Han Jae Ho / Kim Seung Soo / Lee Chang Hyun/Park Kyu Tai
2. Hello（3:38）
作詞：HARA / Song Soo Yoon / Lee Hyung Suk / 川江美奈子
作曲：Han Jae Ho / Kim Seung Soo
3. Midnight Queen (Instrumental)（3:14）
4. Hello (Instrumental)（3:38）

## 品番
- LGIN 005-6（初回生産限定盤A）
- LGIN 007（初回生産限定盤B）
- LGIN 008（通常盤）